# فروكروم

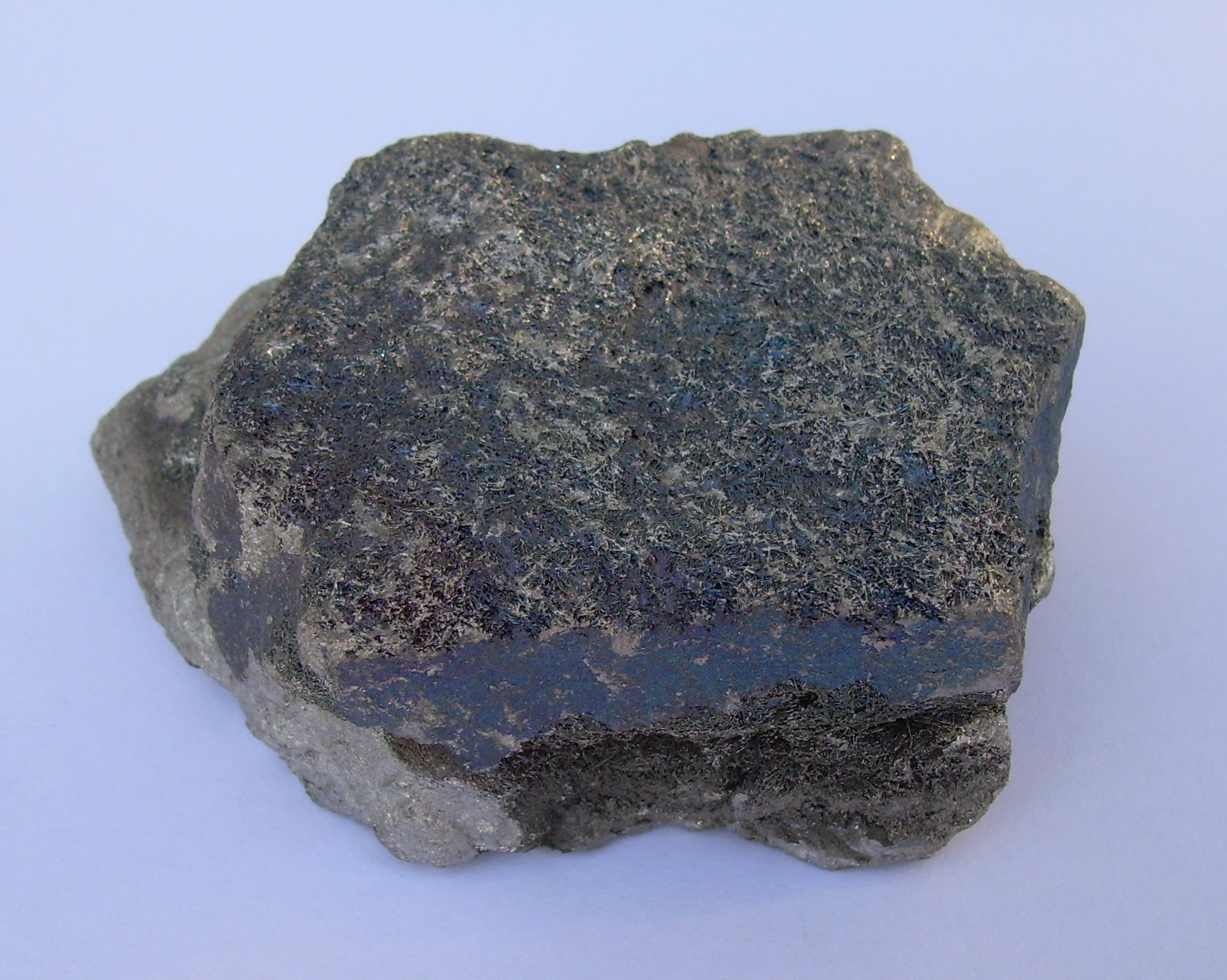
سبيكة فرّوكروم

فرّوكروم (FeCr) هي سبيكة تصنف ضمن أنواع السبائك الحديدية، والتي تتألف من فلزي الكروم والحديد، وذذلك بنسبة نمطية من الكروم تتراوح بين 50% إلى 70% وزناً.
تنتج سبيكة فروكروم من الاختزال الكربوحراري لخامة الكروميت. من الدول الرائدة في إنتاج سبيكة الفروكروم كل من جنوب أفريقيا وكازاخستان والهند.
تستخدم سبيكة فروكروم بشكل واسع في إنتاج الفولاذ المقاوم للصدأ.